# Бразильсько-колумбійські відносини
Бразильсько-колумбійські відносини - двосторонні дипломатичні відносини між Бразилією та Колумбією. Протяжність державного кордону між країнами становить 1790 км.

## Історія
За останнє десятиліття відносини між цими двома державами значно покращали. Одним із найважливіших аспектів двосторонніх відносин є прикордонні питання, які розглядаються в рамках спеціально створеної комісії. До складу комісії входять робочі групи з обговорення питань довкілля, корінних народностей та судноплавності річок. Бразилія підтримує мирні переговори між колумбійським урядом і ФАРК, а також вважає, що їхнє успішне завершення стало важливим політичним прогресом для всієї Південної Америки. Бразилія надає допомогу Колумбії розвитку південних районів постраждалих від Громадянської війни. Збройні сили Бразилії допомагають колумбійцям у розмінуванні території країни.

## Торгівля
У Колумбії розташовано близько 50 бразильських підприємств, зайнятих у сталеливарній промисловості, видобутку нафти, фінансовій сфері, телекомунікаціях, інформаційних технологіях, а також у сфері продуктів харчування та напоїв. Бразильські інвестиції в економіку Колумбії становлять суму у понад 6 млрд. доларів США.
У 2005-2014 товарообіг між Бразилією та Колумбією зріс на 165% (з 1,5 млрд. доларів США до 4,1 млрд. доларів США).
У 2015 Бразилія експортувала до Колумбії: пропілен, автомобілі, запчастини автомобілів, шини для автобусів та вантажних автомобілів, напівфабрикати, залізні вироби, генератори змінного струму, двигуни внутрішнього згоряння та частини турбореактивних двигунів. Колумбія є третьою за величиною економікою в регіоні та сьомим торговим партнером Бразилії в Південній Америці.